# Кузнецово (Белозерский район)
Кузнецово — деревня в Белозерском районе Вологодской области.
Входит в состав Шольского сельского поселения, с точки зрения административно-территориального деления — в Шольский сельсовет (до 17 марта 2000 года была центром Сотозерского сельсовета).
Расположена на берегу Сотозера. Расстояние до районного центра Белозерска по автодороге — 121 км, до центра муниципального образования села Зубово по прямой — 15 км. Ближайшие населённые пункты — Ново, Тимофеевская, Царево.
По переписи 2002 года население — 8 человек.